# Campionati del mondo di atletica leggera 2022 - 5000 metri piani femminili
La specialità dei 5000 metri piani femminili dei campionati del mondo di atletica leggera 2022 si è svolta tra il 21 e il 24 luglio all'Hayward Field di Eugene, negli Stati Uniti d'America.

## Podio
| Pos.    | Atleta          | Nazionalità | Tempo    |
| ------- | --------------- | ----------- | -------- |
| Oro     | Gudaf Tsegay    | Etiopia     | 14'46"29 |
| Argento | Beatrice Chebet | Kenya       | 14'46"75 |
| Bronzo  | Dawit Seyaum    | Etiopia     | 14'47"36 |

## Situazione pre-gara

### Record
Prima di questa competizione, il record del mondo (RM) e il record dei campionati (RC) erano i seguenti.
| Record                | Prestazione | Atleta                   | Data                            | Competizione  |
| --------------------- | ----------- | ------------------------ | ------------------------------- | ------------- |
| Record mondiale       | 14'06"62    | Letesenbet Gidey Etiopia | 7 ottobre 2020 Valencia, Spagna |               |
| Record dei campionati | 14'26"72    | Hellen Obiri Kenya       | 5 ottobre 2019 Doha, Qatar      | Mondiali 2019 |

### Campioni in carica
I campioni in carica a livello mondiale e olimpico erano:
| Campione | Atleta                   | Prestazione | Data                          | Competizione         |
| -------- | ------------------------ | ----------- | ----------------------------- | -------------------- |
| Olimpico | Sifan Hassan Paesi Bassi | 14'36"79    | 2 agosto 2021 Tokyo, Giappone | Giochi olimpici 2021 |
| Mondiale | Hellen Obiri Kenya       | 14'26"72    | 5 ottobre 2019 Doha, Qatar    | Mondiali 2019        |

### La stagione
Prima di questa gara, gli atleti con le migliori tre prestazioni dell'anno erano:
| Pos. | Atleta                   | Prestazione | Data                               |
| ---- | ------------------------ | ----------- | ---------------------------------- |
| 1    | Ejgayehu Taye Etiopia    | 14'12'98    | 27 maggio 2022 Eugene, Stati Uniti |
| 2    | Letesenbet Gidey Etiopia | 14'24"59    | 27 maggio 2022 Eugene, Stati Uniti |
| 3    | Dawit Seyaum Etiopia     | 14'25"84    | 16 giugno 2022 Oslo, Norvegia      |

## Risultati

### Batterie
I primi 5 di ogni batteria (Q) e i 5 tempi migliori tra gli esclusi (q) si qualificano alla finale.
| Pos. | Batteria | Atleta                      | Nazionalità | Tempo    | Note                                     |
| ---- | -------- | --------------------------- | ----------- | -------- | ---------------------------------------- |
| 1    | 2        | Letesenbet Gidey            | Etiopia     | 14'52"27 | Q                                        |
| 2    | 2        | Caroline Chepkoech Kipkirui | Kazakistan  | 14'52"54 | Q                                        |
| 3    | 1        | Gudaf Tsegay                | Etiopia     | 14'52"64 | Q                                        |
| 4    | 2        | Sifan Hassan                | Paesi Bassi | 14'52"89 | Q                                        |
| 5    | 1        | Dawit Seyaum                | Etiopia     | 14'53"06 | Q                                        |
| 6    | 2        | Karoline Bjerkeli Grøvdal   | Norvegia    | 14'53"07 | Q                                        |
| 7    | 2        | Elise Cranny                | Stati Uniti | 14'53"20 | Q                                        |
| 8    | 1        | Beatrice Chebet             | Kenya       | 14'53"34 | Q                                        |
| 9    | 1        | Margaret Chelimo Kipkemboi  | Kenya       | 14'53"45 | Q                                        |
| 10   | 2        | Gloria Kite                 | Kenya       | 14'53"62 | q                                        |
| 11   | 1        | Karissa Schweizer           | Stati Uniti | 14'53"69 | Q                                        |
| 12   | 2        | Eilish McColgan             | Regno Unito | 14'56"47 | q                                        |
| 13   | 2        | Jessica Judd                | Regno Unito | 14'57"64 | q                                        |
| 14   | 2        | Nozomi Tanaka               | Giappone    | 15'00"21 | q                                        |
| 15   | 1        | Emily Infeld                | Stati Uniti | 15'00"98 | q                                        |
| 16   | 1        | Ririka Hironaka             | Giappone    | 15'02"03 | Miglior prestazione personale stagionale |
| 17   | 2        | Alina Reh                   | Germania    | 15'13"92 |                                          |
| 18   | 2        | Laura Galván                | Messico     | 15'15"92 |                                          |
| 19   | 1        | Konstanze Klosterhalfen     | Germania    | 15'17"78 |                                          |
| 20   | 2        | Mariana Machado             | Portogallo  | 15'18"09 | Miglior prestazione personale            |
| 21   | 1        | Maureen Koster              | Paesi Bassi | 15'18"17 |                                          |
| 22   | 1        | Sarah Lahti                 | Svezia      | 15'26"05 |                                          |
| 23   | 2        | Esther Chebet               | Uganda      | 15'26"40 |                                          |
| 24   | 1        | Rahel Daniel                | Eritrea     | 15'31"03 |                                          |
| 25   | 1        | Amy-Eloise Markovc          | Regno Unito | 15'31"62 | Miglior prestazione personale stagionale |
| 26   | 2        | Selamawit Teferi            | Israele     | 15'44"30 | Miglior prestazione personale stagionale |
| 27   | 2        | Rose Davies                 | Australia   | 15'45"95 |                                          |
| 28   | 1        | Caster Semenya              | Sudafrica   | 15'46"12 |                                          |
| 29   | 2        | Joselyn Daniely Brea        | Venezuela   | 15'46"75 | Miglior prestazione personale stagionale |
| 30   | 1        | Kaede Hagitani              | Giappone    | 15'53"39 |                                          |
| 31   | 2        | Parul Chaudhary             | India       | 15'54"03 |                                          |
| 32   | 1        | Florencia Borelli           | Argentina   | 16'06"36 |                                          |
| 33   | 2        | Sara Benfares               | Germania    | 16'34"23 |                                          |
| 34   | 1        | Edymar Brea                 | Venezuela   | 16'41"32 |                                          |
| 35   | 2        | Gracelyn Larkin             | Canada      | 16'48"78 |                                          |
|      | 1        | Camilla Richardsson         | Finlandia   | dnf      |                                          |
|      | 1        | Natalie Rule                | Australia   | dnf      |                                          |

### Finale
| Pos.    | Atleta                      | Nazionalità | Tempo    | Note                                     |
| ------- | --------------------------- | ----------- | -------- | ---------------------------------------- |
| Oro     | Gudaf Tsegay                | Etiopia     | 14'46"29 |                                          |
| Argento | Beatrice Chebet             | Kenya       | 14'46"75 | Miglior prestazione personale stagionale |
| Bronzo  | Dawit Seyaum                | Etiopia     | 14'47"36 |                                          |
| 4       | Margaret Chelimo Kipkemboi  | Kenya       | 14'47"71 | Miglior prestazione personale stagionale |
| 5       | Letesenbet Gidey            | Etiopia     | 14'47"98 |                                          |
| 6       | Sifan Hassan                | Paesi Bassi | 14'48"12 | Miglior prestazione personale stagionale |
| 7       | Caroline Chepkoech Kipkirui | Kazakistan  | 14'54"80 |                                          |
| 8       | Karoline Bjerkeli Grøvdal   | Norvegia    | 14'57"62 |                                          |
| 9       | Elise Cranny                | Stati Uniti | 14'59"99 |                                          |
| 10      | Gloria Kite                 | Kenya       | 15'01"22 |                                          |
| 11      | Eilish McColgan             | Regno Unito | 15'03"03 |                                          |
| 12      | Nozomi Tanaka               | Giappone    | 15'19"35 |                                          |
| 13      | Jessica Judd                | Regno Unito | 15'19"88 |                                          |
| 14      | Emily Infeld                | Stati Uniti | 15'29"03 |                                          |
|         | Karissa Schweizer           | Stati Uniti | dnf      |                                          |